# 小盘同盘吸虫
小盘同盘吸虫（学名：Paramphistomum microbothrium）为同盘科同盘属的动物。分布于欧洲、南斯拉夫、匈牙利、肯尼亚、埃塞俄比亚、埃及、以色列、英国以及中国大陆的福建、云南等地，营寄生生活，终末宿主黄牛、绵羊、羚羊以及寄生于瘤胃。该物种的模式产地在埃及。